# クラーゲンフルト
クラーゲンフルト（独: Klagenfurt）は、オーストリアの都市。ケルンテン州の州都。郡に属さない憲章都市（Statutarstadt）であるが、クラーゲンフルト＝ラント郡の郡庁が置かれている。
2007年7月3日から公式名をクラーゲンフルト・アム・ヴェルターゼー（Klagenfurt am Wörthersee  発音）へと変更した。またスロベニア語ではCelovecと呼ばれる。

## 地勢・産業
ヴェルター湖の東岸に位置する都市。ケルンテン州の経済・文化の中心。主に夏場には観光客も集める。交通の要所でもあり、オーストリア各地に幹線道路、幹線鉄道が延びている。近隣の都市としては、約35キロ西にフィラッハ、100キロ北東にグラーツ、65キロ南にスロベニアのリュブリャナが位置している。

## 人口・民族
オーストリア第6位となる約10万人（2016年）の人口を擁する。約9割の人々がドイツ語を母語とする。クロアチア、スロベニア系住民も若干居住する。7割ほどの住民がカトリックを信仰している。

## 歴史
1252年、都市特権を獲得した。1514年の大火で街は壊滅的な打撃を受け、復興には時間を要した。1863年、クラーゲンフルトを通る鉄道が開通した。以降、交通網の要所としてケルンテンの中心都市となった。1925年にはオーストリア初の航空線が開通している。

## スポーツ
アイスホッケーとサッカーが人気があり、オーストリア・ブンデスリーガに属しているSKアウストリア・ケルンテンとオーストリア・アイスホッケーリーガに属しているEC KACがクラーゲンフルトを本拠地としている。

## 姉妹都市
- ヴィースバーデン、ドイツ 1930年
- フェンロー、オランダ 1961年
- ゴリツィア、イタリア 1965年
- ノヴァ・ゴリツァ、スロベニア 1965年
- グラッドサクセ、デンマーク 1969年
- デッサウ、ドイツ 1970年
- ドゥシャンベ、タジキスタン 1972年
- ダッハウ、ドイツ 1974年
- ジェシュフ、ポーランド 1975年
- ザラエゲルセグ、ハンガリー 1990年
- シビウ、ルーマニア 1990年
- ナザレ、イスラエル 1992年
- チェルニウツィー、ウクライナ 1992年
- タラゴナ、スペイン 1994年
- 南寧市、中国 2001年
- ラヴァル、カナダ 2005年

## 出身者
- アネット・エディーキャラゲイン - プロサッカー選手